# Sint-Petronellakapel

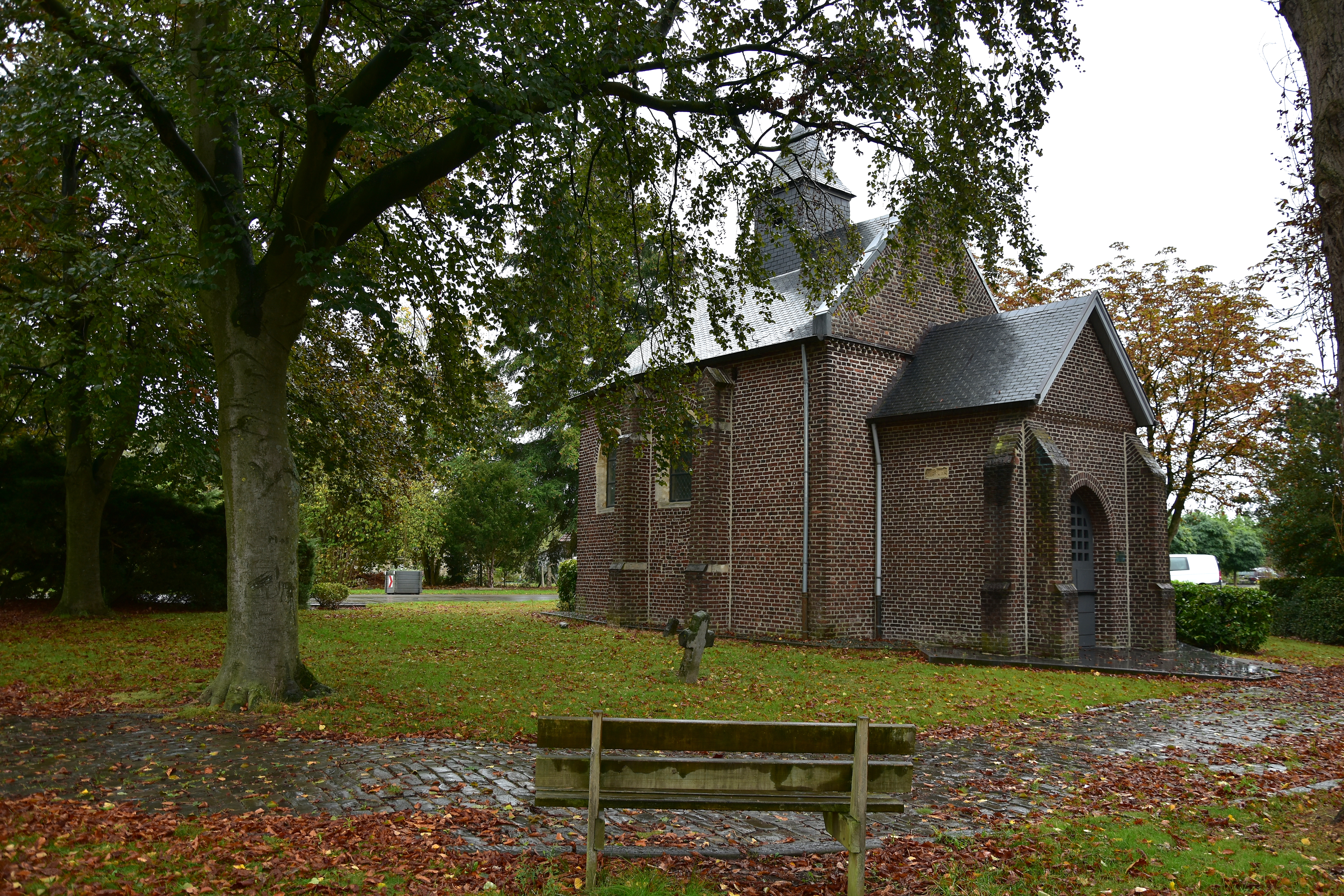
De Sint-Petronellakapel in Rekem

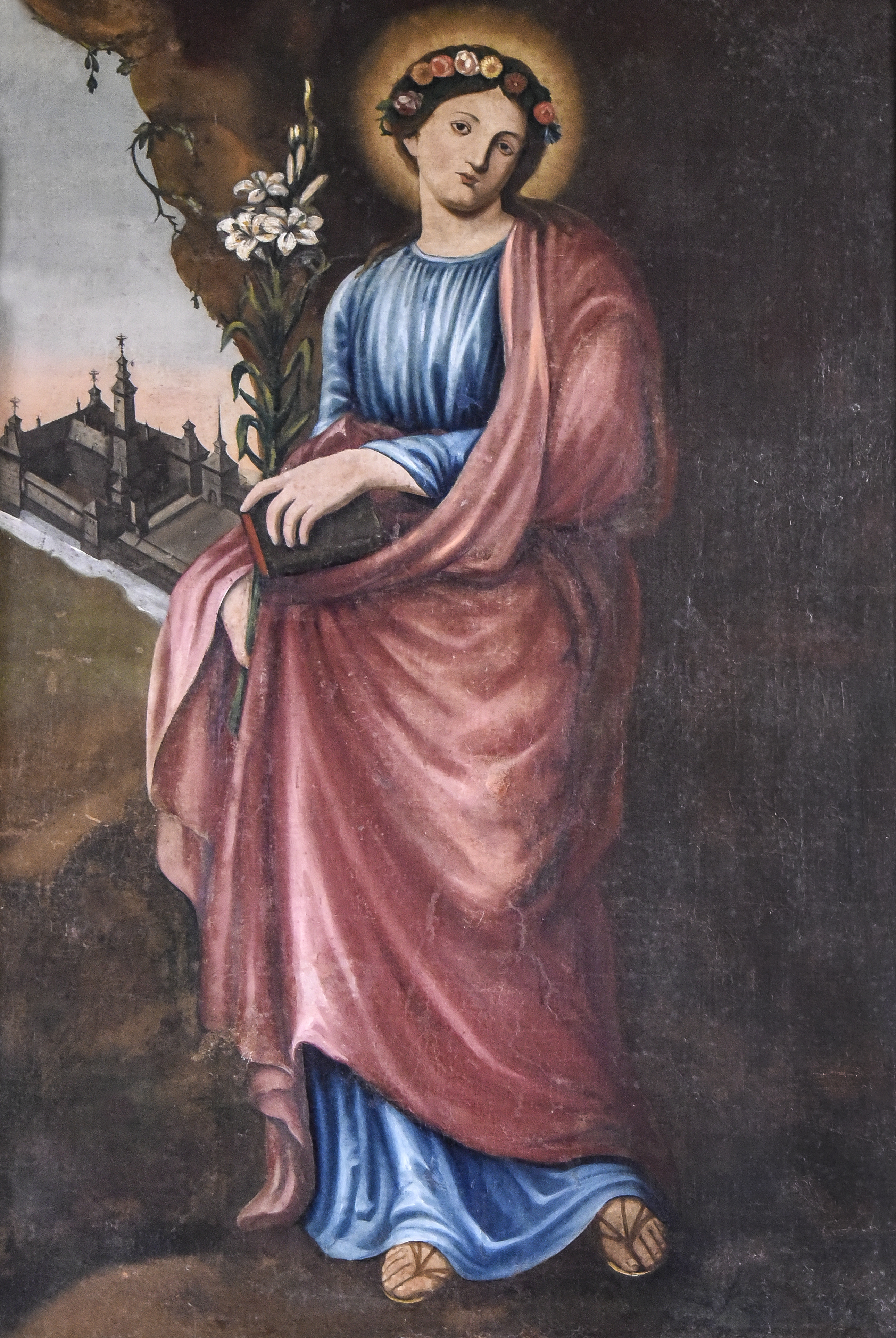
Sint-Petronella in de kapel

De Sint-Petronellakapel is een veldkapel aan de Heirbaan te Rekem. De kapel is een beschermd monument sinds 1981.

## Historiek
Hier stond ooit een kapel gewijd aan Onze-Lieve-Vrouw en Rochus die op 1 mei 1610 verwoest werd tijdens de confrontaties tussen troepen van de Nederlanden onder leiding van Maurits van Nassau en Spanjaarden.
De huidige, aan Petronella van Rome gewijde kapel werd opgericht in 1620 op initiatief van gravin Antonia van Grouffier en Reckheim. Het was een bakstenen gebouwtje in gotische stijl.
De kapel ontving schenkingen in de vorm van geld en goederen, onder meer van Isabelle Henriette, gravin van het rijksgraafschap Rekem, abdis van de abdij van Munsterbilzen en zuster van graaf Ferdinand. In 1750 werd het gebouw gerestaureerd.
Het is een bakstenen gebouwtje voorzien van een dakruiter, alles met leien gedekt waarvan de plattegrond een zaalkerkje beschrijft van één travee met een driezijdig koor. De vensters hebben een mergelstenen omlijsting. Het interieur bevat een houten altaar, met een schilderij dat de heilige Petronella voorstelt. Twee beelden uit de kapel bevinden zich tegenwoordig in de parochiekerk van Rekem.
Op de voormalige begraafplaats bij de kapel zijn nog twee stenen grafkruisen te vinden uit de eerste helft van de 17e eeuw.

### Franse revolutie
Na de Franse Revolutie werd de kapel verkocht als nationaal goed. Koper was de priester Karel Smits, laatste kapelaan-beneficier en rentmeester van de kapel. Hij was een stevenist en hield vergaderingen met mede-stevenisten uit Neerharen in de kapel. De kapel was op 2 maart 1648 tot beneficie verheven door de prins-bisschop Ferdinand van Beieren.
In 1879 werd de kapel voorzien van een neogotisch voorportaal. In 1973 werd de kapel opnieuw gerestaureerd.

## Reliekschrijn van Petronella
De kapel was de oorspronkelijke bewaarplaats van het reliekschrijn van Petronella die anno 2021 in de parochiekerk van Rekem wordt bewaard. Het schrijn zorgde ervoor dat vanaf 1620 jaarlijks een prcoessie werd gehouden. Het bedevaartvaantje van Petronella getuigt hiervan. Anno 2024 wordt het schrijn in het KIK onderzocht.

## Galerij

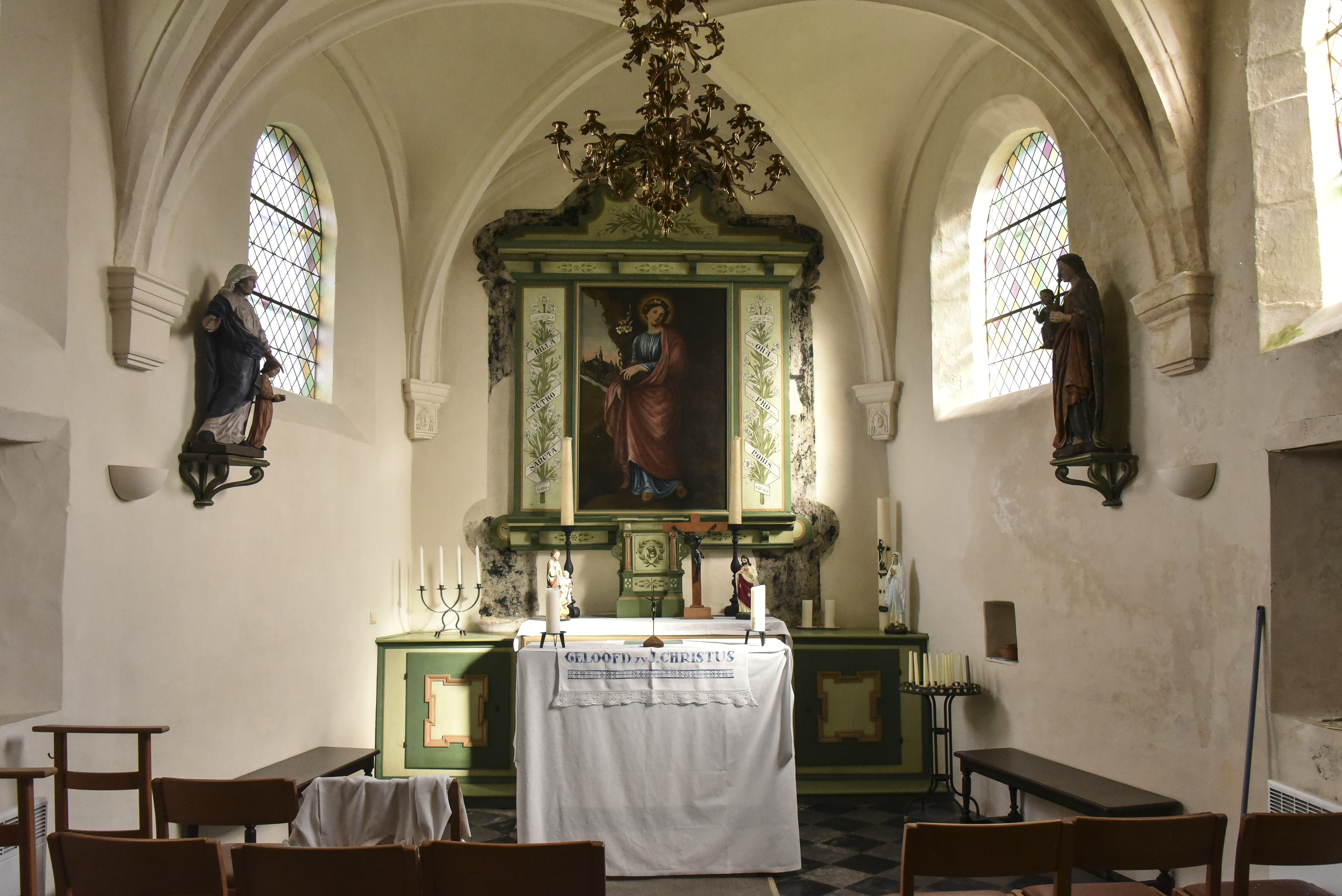
Interieur
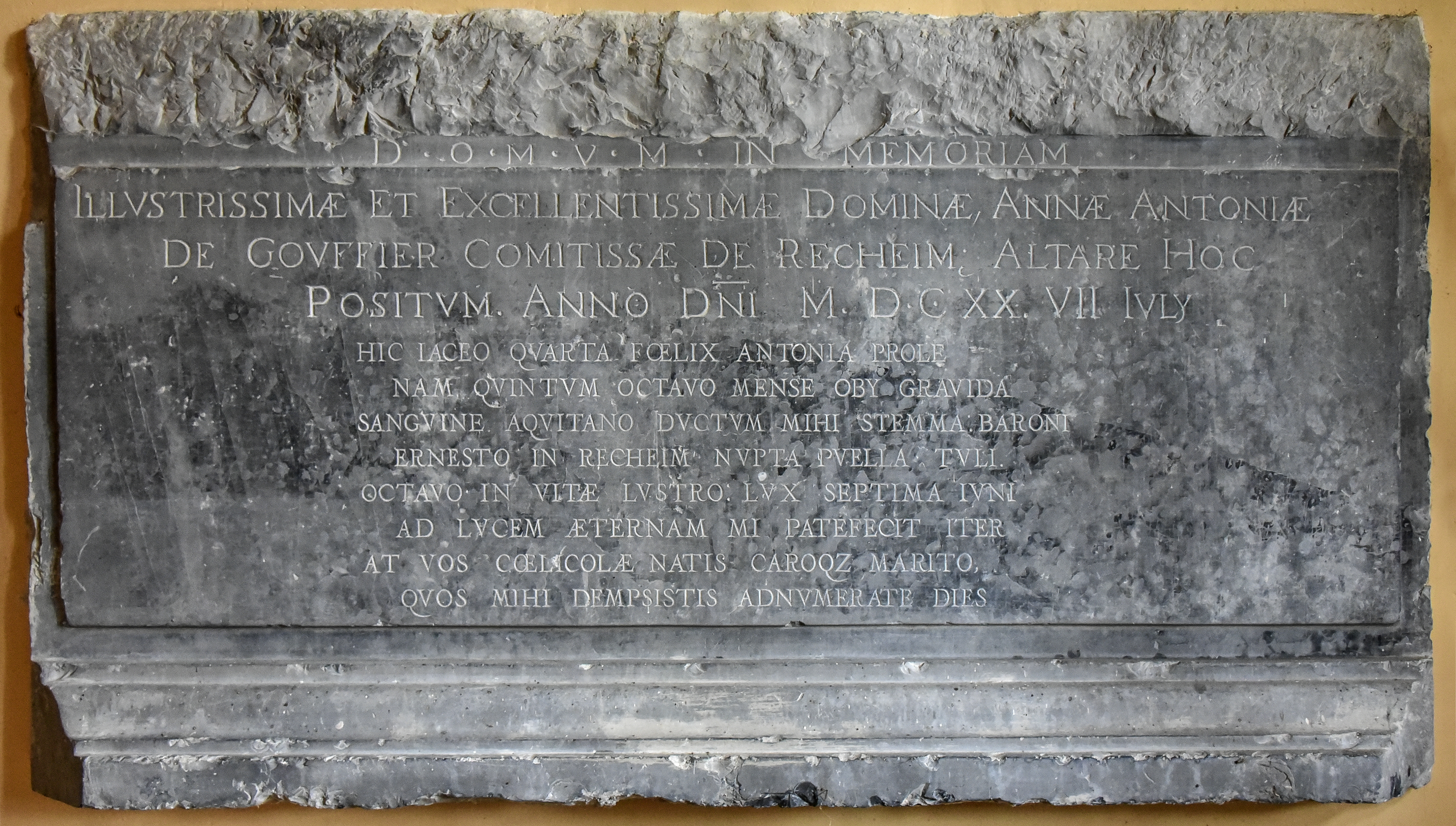
Gedenksteen in het portaal
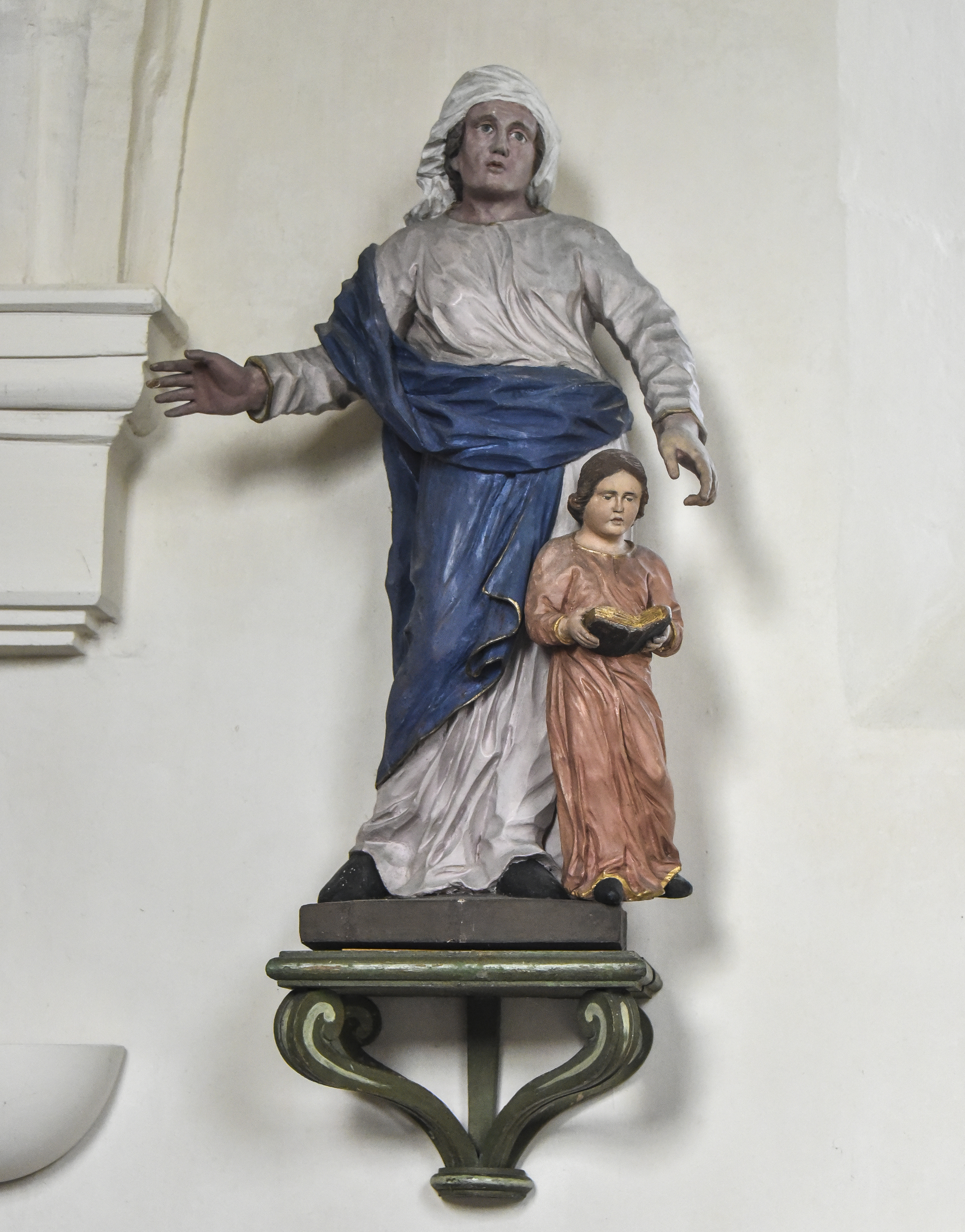
Maria en Jezus